# Walter Gorn
Walter Gorn (24 de setembro de 1898 - 10 de julho de 1968) foi um oficial alemão que serviu no Deutsches Heer durante a Segunda Guerra Mundial. Foi condecorado com a Cruz de Cavaleiro da Cruz de Ferro com Folhas de Carvalho e Espadas.

## Condecorações
| Cruz de Ferro (1914) 2ª Classe                                            |                        |
| Cruz de Honra da Guerra Mundial 1914/1918                                 |                        |
| Medalha dos Sudetos com Barra do Castelo de Praga                         |                        |
| Cruz de Ferro (1939) 2ª Classe                                            | 16 de outubro de 1939  |
| Cruz de Ferro (1939) 1ª Classe                                            | 8 de abril de 1941     |
| Distintivo Panzer em Bronze                                               |                        |
| Medalha da Frente Oriental                                                |                        |
| Distintivo de Feridos (1939) em Preto                                     |                        |
| Distintivo de Feridos (1939) em Prata                                     |                        |
| Distintivo de combate fechado em Bronze                                   |                        |
| Cruz Germânica em Ouro                                                    | 8 de fevereiro de 1942 |
| Cruz de Cavaleiro da Cruz de Ferro                                        | 20 de abril de 1941    |
| Cruz de Cavaleiro da Cruz de Ferro com Folhas de Carvalho nº 113          | 17 de agosto de 1942   |
| Cruz de Cavaleiro da Cruz de Ferro com Folhas de Carvalho e Espadas nº 30 | 8 de junho de 1943     |